# Haplochromis bicolor
Haplochromis bicolor är en fiskart som beskrevs av Boulenger, 1906. Haplochromis bicolor ingår i släktet Haplochromis och familjen Cichlidae. IUCN kategoriserar arten globalt som sårbar. Inga underarter finns listade i Catalogue of Life.